# Chico Alencar
Francisco Rodrigues de Alencar Filho, conhecido como  Chico Alencar (Rio de Janeiro, 19 de outubro de 1949) é um historiador, professor e político brasileiro, filiado ao Partido Socialismo e Liberdade (PSOL).
Atualmente é deputado federal pelo PSOL do Rio de Janeiro, sendo que já exerceu quatro mandatos consecutivos (2003-2006, 2007-2010, 2011-2014, 2015-2018) e foi reeleito novamente para um quinto mandato nas eleições estaduais no Rio de Janeiro em 2022, com cerca de 115.023 votos.
Foi vereador pela cidade do Rio de Janeiro entre 1989 e 1997 e novamente entre 2021 e 2023, sendo eleito na eleição municipal do Rio de Janeiro em 2020 com 49.422 votos.

## Biografia
Graduado em História na Universidade Federal Fluminense, foi professor da disciplina no ensino fundamental e médio do Rio de Janeiro, nas redes pública e privada. É mestre em Educação pela Fundação Getúlio Vargas, tendo apresentado uma dissertação sobre o movimento das Associações de Moradores do Rio do qual foi um dos principais líderes no início dos anos 1980, tendo presidido a Federação das Associações de Moradores do Estado (Famerj).
É  membro da Comissão de Direitos Humanos e do Conselho de Ética da Câmara dos Deputados, e vice-líder do seu partido na câmara. Desde 2006, tem sido incluído na lista dos "100 parlamentares mais influentes do Congresso", divulgada anualmente pelo Diap.
Em 2009, ficou em primeiro lugar no Prêmio Congresso em Foco, como o deputado mais atuante da Câmara.
Em 2015, foi, pela sexta vez consecutiva, eleito pelos jornalistas que cobrem o Congresso Nacional o melhor deputado do país, obtendo os votos de 110 dos 186 profissionais de imprensa que participaram da votação do Prêmio Congresso em Foco. Em 17 de abril de 2016, Chico Alencar votou contra a abertura do processo de impeachment de Dilma Rousseff.
Na Câmara dos Deputados, tem atuação nas áreas da educação, da saúde, da reforma agrária, do combate à corrupção, da gestão ambiental, da divida pública, da habitação popular, entre outras. É um dos deputados de maior expressão, segundo pesquisa do Departamento Intersindical de Assessoria Parlamentar (DIAP).
A história deste político teve início nos anos 1960, quando se tornou líder comunitário, estudantil e militante do movimento sindical. Foi criado na Tijuca, Zona Norte do Rio. Hoje mora em Santa Teresa, centro do Rio. Começou atuando nas pastorais da Igreja Católica, um celeiro de quadros políticos do PT.
Enquanto esteve no ar o programa Comentário Geral da TV Brasil, Alencar foi um dos seus principais comentaristas.
É pai do jornalista Emanuel Alencar, que lançou recentemente pré-candidatura a vereador do Rio de Janeiro pelo PSOL, o mesmo partido onde legisla o seu pai.

## Carreira política

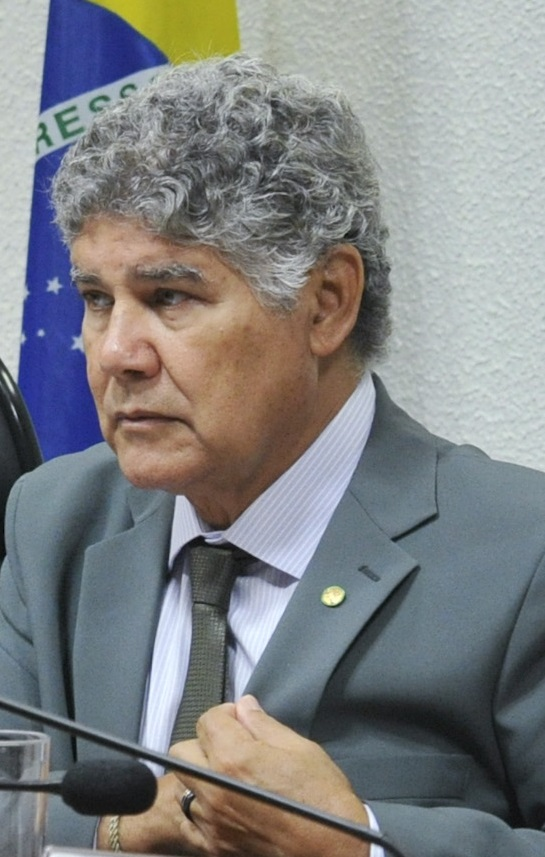
Chico durante Comissão de Direitos Humanos e Legislação Participativa (CDH).

Iniciou sua militância política no movimento estudantil secundarista e na Juventude Estudantil Católica (JEC) e, posteriormente, em associações de bairro do Rio de Janeiro. Ligado à Teologia da Libertação e à  esquerda católica, foi fundador e presidente da  Associação de Moradores da Praça Sáenz Peña  (AMOAPRA) e também  da  Federação das Associações de Moradores do Estado do Rio de Janeiro (Famerj). Extinto o pluripartidarismo, optou pelo MDB, e filiado ao PT, foi vereador no Rio de Janeiro por dois mandatos, de 1989-1992, e de 1993-1996.
Na Câmara de Vereadores, foi um dos líderes na luta pela moralização da casa.[carece de fontes?] Participou da elaboração da Lei Orgânica e da discussão do Plano Diretor da Cidade, quando apresentou sugestões e emendas reivindicadas pelos movimentos populares. Foi também presidente da Comissão de Educação e Cultura da Câmara Municipal do Rio de Janeiro. Teve aprovados mais de 30 projetos de lei, sempre voltados para a melhoria dos serviços públicos e da qualidade de vida dos cidadãos. Em 1996, candidatou-se à prefeitura, ficando em 3º lugar, resultado considerado surpreendente à época. Mesmo boicotado pela direção nacional petista, Chico teve 642 mil votos, e não passou ao segundo turno por apenas 1,5%.
Concorreu nas Eleições 1998 ao cargo de Deputado Estadual, sendo o o terceiro mais votado no estado e eleito para a 7.ª legislatura do Rio de Janeiro. Na Alerj, foi presidente da Comissão de Direitos Humanos e Cidadania e vice-presidente da Comissão de Educação.[carece de fontes?]

### Deputado Federal
Em 2003, assumiu o primeiro mandato como deputado federal, ainda pelo PT, tendo sido o mais votado dentre os candidatos do partido com 169.131 votos (2,09% do total de votos válidos). Chico é eleito para a Câmara dos deputados federais em 2002 e vê seu candidato a presidente, Lula, vencer o tucanato nas urnas e assumir o governo do país. A eleição de Lula, que havia sido derrotado nos anos de 1989, 1994 e 1998, é marcada por ter sido a primeira na história brasileira de um ex-operário ao posto mais importante do país.
Chico se destacou durante o Governo Lula no enfrentamento à política econômica herdada de FHC e aprofundada pelo PT. Com a continuidade das políticas econômicas do Governo do Fernando Henrique Cardoso e com as denúncias de corrupção, adveio uma crise política que ocasionou a cisão do Partido dos Trabalhadores em Partido Socialismo e Liberdade (PSOL) em 2004.
Por não concordarem com o rumo político do PT, petistas históricos desligaram-se individual ou coletivamente do partido, ou mesmo foram expulsos, como Heloísa Helena, Babá, João Fontes e Luciana Genro. Naquele primeiro momento, Chico optou por disputar o comando do partido a romper com ele e juntamente com o veterano Plínio de Arruda Sampaio disputou o 1º turno do Processo de Eleições Diretas (PED) que elegeu um novo Diretório Nacional. Na ocasião Plínio foi candidato a presidente nacional do PT encabeçando a chapa "Esperança Militante", quando conquistou 13,4% dos votos dos filiados e alcançou a 4ª colocação. Porém, Plínio perdeu a eleição para Ricardo Berzoini. Logo em seguida, Chico e outros ativistas políticos, sindicais, estudantis, populares e católicos militantes da Teologia da Libertação romperam com o PT e migraram para o PSOL. Segundo Chico, não era ele quem saíra do PT, mas "o PT que saíra de si mesmo".

### Saída do PT e entrada no PSOL
No ano de 2005, Chico Alencar, juntamente com alguns outros coletivos e militantes, opta por romper com o PT e filiar-se ao PSOL. Sua saída do partido se deu também em virtude da crise política causada pelas denúncias de um esquema de pagamento a congressistas para votarem de acordo com os interesses do executivo (o chamado escândalo do mensalão). Foi causado também pelas mudanças ideológicas do PT que abandonou o socialismo como meta estratégica. Sua saída se deu em conjunto com outros dirigentes como o veterano Plínio de Arruda Sampaio, os deputados federais Chico Alencar. e Maninha, e a dirigente sindical Lujan Miranda. Nesta eleição ele apoia e conta com o apoio de Heloisa Helena, à presidência da República.
Sua reeleição como deputado federal, em 2006, já foi por seu novo partido, o PSOL. Chico integra a Comissão de Direitos Humanos e o Conselho de Ética da Câmara dos Deputados.

### Candidatura à prefeito do Rio em 2008
Nas Eleições para prefeito de 2008, Chico novamente foi candidato à prefeitura do Rio. Desta vez por seu novo partido, o PSOL. Dispôs de 54 segundos no rádio e TV e obteve 59.362 votos, (1,81% do total) e ajudou a eleger o vereador Eliomar Coelho, com 15.703 votos. Ficou em sétimo lugar na disputa pela prefeitura do Rio.

### Segundo mais votado do Rio
Em 2010, foi eleito para exercer o seu terceiro mandato como deputado federal. O segundo mais votado do Estado do Rio de Janeiro.  Jean Wyllys também foi eleito deputado pelo Rio, ajudado pelos 240 mil votos de Chico Alencar.

### Eleições municipais em 2012
O partido de Chico Alencar, o PSOL, teve um bom desempenho nas eleições municipais do Rio de Janeiro de 2012, com a candidatura do deputado Marcelo Freixo. Chico estava em campanha por seu candidato, mas em meio ao pleito municipal, teve que se submeter a uma cirurgia cardíaca, o que não lhe impediu de estar em um comício da chamada “Primavera carioca”, em dia de chuva nos Arcos da Lapa. Freixo teve o melhor desempenho eleitoral de seu partido em todo o Brasil e quase foi ao segundo turno contra o reeleito prefeito Eduardo Paes, do PMDB.
No mesmo ano, em Itaocara, município do Noroeste Fluminense, o PSOL conseguiu eleger o primeiro prefeito da história da legenda: Gelsimar Gonzaga, um ex-cortador de cana de 48 anos que virou dirigente sindical nos anos 1980 e ajudou na fundação tanto do PT quanto de seu dissidente PSOL em 2005. Ele recebeu 6,7 mil votos, o equivalente a 44,26% do eleitorado itaocarense.

### Comissão dos Direitos Humanos
Tanto como deputado estadual, na Alerj, quanto federal, na Câmara, Chico integrou as Comissões de Direitos Humanos dessas instituições. Em 2013, uma indicação do governo federal em acordo com sua base aliada, levou a presidência da Comissão o pastor Marco Feliciano (PSC-SP), declaradamente homofóbico. Chico e demais psolistas reagem a escolha e passam a pressionar o governo para desfazer a indicação. Após os protestos dos deputados do PT e PSOL integrantes da Comissão de Direitos Humanos e Minorias da Câmara, o indicado pelo PSC Pastor Marco Feliciano (SP), acusado de homofobia e racismo, foi eleito com 11 dos 12 votos dos deputados presentes, um a mais do que o mínimo necessário para ser eleito. Um dos votos foi em branco. A eleição do pastor para o cargo foi possível porque, durante as negociações do Congresso, o PMDB, PSDB e PT cederam suas vagas na comissão para o PSC. Além disso, a maioria dos deputados titulares da comissão são evangélicos que apoiam o pastor. Chico também protestou, numa eleição de Feliciano que ocorreu em meio a debates acalorados entre deputados evangélicos e os defensores dos direitos dos homossexuais e negros.
Ainda no ano de 2013, participou do protesto contra o aumento da passagem de ônibus no centro do  Rio de Janeiro, as chamadas Manifestações no Brasil em 2013.

### 2014
Em 2014, foi o deputado mais votado (195 mil votos) entre os que menos gastaram dinheiro na campanha (R$ 144 mil, exclusivamente doações de pessoas físicas), quando comparado por exemplo com o então presidente da câmara, Eduardo Cunha, que gastou R$ 3,6 milhões (doações de empresas) e teve 230 mil votos.

### Eleições municipais de 2016

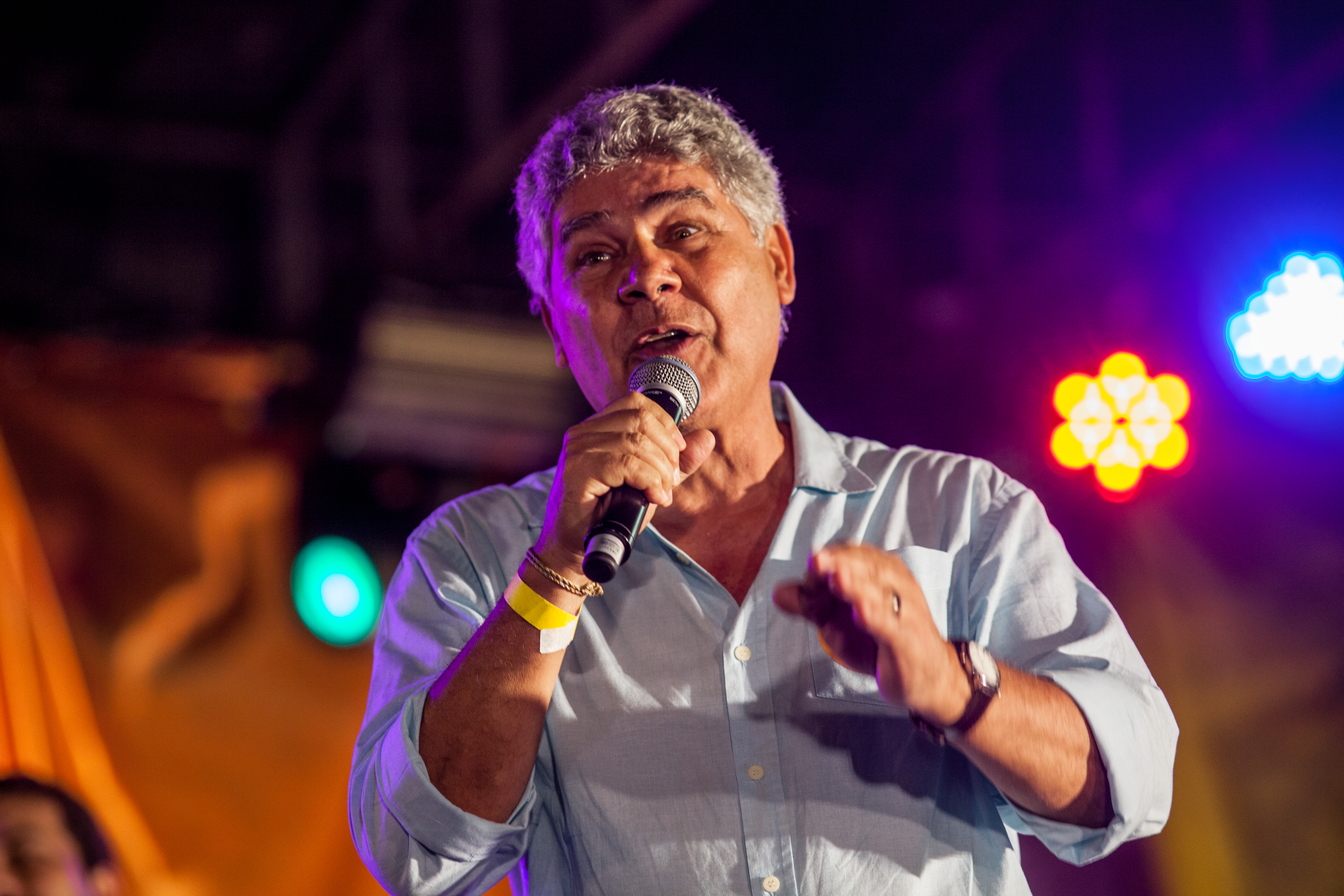
Chico discursa em campanha de Marcelo Freixo à prefeitura do Rio de Janeiro em 2016.

Em 2016 Chico se consolida mais uma vez em torno da candidatura de Freixo. Em votação simbólica, o candidato do PSOL oficializou sua candidatura à Prefeitura do Rio de Janeiro em 15 de dezembro de 2015, em convenção da qual participaram vários simpatizantes. O PSOL quis evitar as primárias fazendo a decisão da escolha por um consenso. As movimentações pré-campanha também se viam num contexto de crise política envolvendo atrasos nos pagamentos de servidores estaduais do Rio de janeiro e sobre um pedido de impeachment do segundo mandato da presidente Dilma, do PT. Em 2016, foi um dos 167 deputados que votaram "não" pelo impeachment da presidente Dilma Roussef. Toda bancada do PSOL fechou questão contra o impedimento. Dos 46 deputados fluminenses, 11 votaram como Chico, ou seja, contra o impeachment.
As campanhas para as eleições municipais cariocas aconteceram quase que simultaneamente aos Jogos Olímpicos de Verão de 2016, entre os dias 5 e 21 de agosto de 2016 e as Paralimpíadas, entre 7 e 18 de setembro do mesmo ano.
O candidato apoiado por Chico no pleito municipal, Marcelo Freixo, ficou em segundo lugar nas eleições do Rio de Janeiro, em ambos os turnos do pleito.

### Candidatura ao Senado Federal em 2018
Nas eleições de 2018, Chico Alencar foi candidato a senador pelo estado do Rio de Janeiro pelo Partido Socialismo e Liberdade (PSOL). A candidatura do então deputado federal foi anunciada na convenção estadual do PSOL, realizada no dia 20 de julho de 2018 em um hotel situado no bairro carioca do Centro. No mesmo evento, o vereador carioca Tarcísio Motta foi confirmado como candidato do partido ao Governo do Estado do Rio de Janeiro. No pleito, Chico obteve 1.281.373 votos (9,17% do total de votos válidos), não se elegendo ao cargo disputado.

### Eleição municipal de 2020
Nas eleições municipais de 2020, Chico concorre ao cargo de vereador e retorna a Câmara dos Vereadores após 24 anos, tendo sido o quinto mais votado do pleito com 49.422 votos.

## Candidatura à Presidência daCâmara dos Deputados

### 2011
O deputado Chico Alencar (PSOL-RJ) oficializou, em 1 de fevereiro de 2011, a sua candidatura à Presidência da Câmara. "Reconheço a correlação de forças na Casa, mas entendo que a totalidade dos novos deputados pode não estar contemplada nas três candidaturas já lançadas", disse o deputado fluminense. Chico Alencar disputou a presidência da Casa contra o favorito Marco Maia (PT-RS) e dois deputados que lançaram candidaturas avulsas: Sandro Mabel (PR-GO) e o ex-presidente da República Jair Bolsonaro, na época no (PP-RJ). Segundo Chico Alencar, as propostas do partido incluem a prioridade para a discussão e a votação da reforma política e o debate de grandes temas nacionais, como o Plano Nacional de Educação. "Temos preocupação em superar ainda a crise do Parlamento, conferindo austeridade e transparência aos trabalhos na Casa", complementou. O atual líder do PSOL, deputado Ivan Valente (SP), acrescentou às propostas do partido o fim do voto secreto e o maior protagonismo dos deputados. "Defendemos a independência e a soberania do Legislativo em relação ao Executivo", destacou Valente. Marco Maia foi eleito presidente da Casa, e durante o seu discurso, chamou de "surpreendente" os 16 votos dados ao candidato do PSOL, Chico Alencar. "Ele representa o crescimento deste pensamento, que tem, sem dúvida nenhuma, contribuído para o debate político."

### 2013
Com a bancada de três deputados do PSOL, Chico Alencar argumentou que a participação dele é uma forma de expressar que a sociedade está em desacordo com os nomes tradicionais e com os candidatos favoritos – Henrique Eduardo Alves (PMDB-RN) na Câmara e, o já eleito presidente do Senado, Renan Calheiros (PMDB-AL). Em seu discurso, Chico Alencar ressaltou sua divergência com o conceito de ética expresso por Renan Calheiros. "Divirjo frontalmente (...). A ética não é dever. É princípio elementar da legalidade, da impessoalidade, da cumplicidade, da moralidade e da eficiência. Princípios, aliás, costumeiramente desrespeitados aqui nesta Casa", afirmou. O deputado do PSOL chamou a atenção para a importância de os parlamentares fiscalizarem o cumprimento das leis. Ele citou que casos de tragédias, como a de Santa Maria (RS) e as chuvas de 2011 que resultaram em centenas de mortes, na região serrana do Rio de Janeiro, foram resultado da falta de respeito às leis. Henrique Alves foi eleito e Chico Alencar (PSOL-RJ), obteve 11 votos de deputados independentes.

### 2015
Em 2015 disputaram o comando da Casa com Chico Alencar, o líder do PMDB, Eduardo Cunha (RJ) e os deputados Arlindo Chinaglia (PT-SP) e Júlio Delgado (PSB-MG). “As pessoas costumam reproduzir na eleição da presidência da Câmara o esquema das campanhas eleitorais do sufrágio universal. É diferente. Para um eleitorado qualificado como esse, é uma questão de concordar ou não com as propostas. Acho que ir para os estados, fazer propaganda, encher a Câmara de cartazes, é algo da política mais tradicional, que tem métodos de campanha questionáveis”, afirmou Chico Alencar, que teve 8 votos. O deputado eleito naquela ocasião foi Eduardo Cunha, parlamentar que, em 5 de maio de 2016, teve o afastamento determinado pelo ministro do STF Teori Zavascki. Depois Cunha foi cassado e em, 19 de outubro de 2016, foi preso.

### 2023
Em 2023, Chico Alencar disputou o comando da Casa pela quarta vez, desta vez contra o atual presidente da Câmara dos Deputados, Arthur Lira, que buscava sua reeleição e o deputado, Marcel van Hattem, do NOVO. Ele afirmou que sua candidatura serve para marcar uma posição contra a atual gestão de Lira e o centrão. O deputado federal pelo PSOL afirmou que o atual presidente da Casa é um 'Eduardo Cunha repaginado' e que Lula pagará caro pela reeleição. "Quanto mais votos ele receber, mais poder de barganha terá. O governo terá que lidar com a chantagem permanente do Centrão" — disse Alencar ao colunista Bernardo Mello Franco.
Lira foi reeleito com 464 votos, contra 21 de Alencar e 19 de van Hattem.

## Desempenho em eleições
| Ano  | Eleição                     | Coligação                                 | Partido | Candidato a       | Votos             | Resultado  |
| ---- | --------------------------- | ----------------------------------------- | ------- | ----------------- | ----------------- | ---------- |
| 1988 | Municipal do Rio de Janeiro | sem coligação                             | PT      | Vereador          | 15.964 (0,63%)    | Eleito     |
| 1992 | Municipal do Rio de Janeiro | Frente da FelizCidade (PT, PPS, PSB e PC) | PT      | Vereador          | 19.487 (0,71%)    | Eleito     |
| 1996 | Municipal do Rio de Janeiro | sem coligação                             | PT      | Prefeito          | 641.526 (21,67%)  | Não eleito |
| 1998 | Estadual do Rio de Janeiro  | sem coligação                             | PT      | Deputado estadual | 70.096 (0,99%)    | Eleito     |
| 2002 | Estadual do Rio de Janeiro  | sem coligação                             | PT      | Deputado federal  | 169.131 (2,10%)   | Eleito     |
| 2006 | Estadual do Rio de Janeiro  | sem coligação                             | PSOL    | Deputado federal  | 119.069 (1,49%)   | Eleito     |
| 2008 | Municipal do Rio de Janeiro | Frente Rio Socialista (PSOL, PSTU)        | PSOL    | Prefeito          | 59.362 (1,81%)    | Não eleito |
| 2010 | Estadual do Rio de Janeiro  | sem coligação                             | PSOL    | Deputado federal  | 240.724 (3,01%)   | Eleito     |
| 2014 | Estadual do Rio de Janeiro  | sem coligação                             | PSOL    | Deputado federal  | 195.964 (2,57%)   | Eleito     |
| 2018 | Estadual do Rio de Janeiro  | Mudar é Possível (PSOL, PCB)              | PSOL    | Senador           | 1.281.373 (9,17%) | Não eleito |
| 2020 | Municipal do Rio de Janeiro | sem coligação                             | PSOL    | Vereador          | 49.422 (1,88%)    | Eleito     |
| 2022 | Estadual do Rio de Janeiro  | Federação PSOL REDE (PSOL, REDE)          | PSOL    | Deputado federal  | 115.023 (1,33%)   | Eleito     |

## Acusações contra Chico Alencar
Em resposta ao protagonismo de Chico Alencar no processo de cassação do  presidente da Câmara Federal, Eduardo Cunha, do PMDB-RJ, o partido Solidariedade entrou com processo contra Chico Alencar, no que foi considerado pelo Conselho de Ética da Casa como uma clara retaliação contra o deputado Chico Alencar. O pedido de apuração foi feito pelo deputado Paulo Pereira da Silva, mais conhecido como "Paulinho da Força" (SD-SP), presidente do Solidariedade e aliado declarado de Eduardo Cunha (PMDB-RJ), que também é alvo de processo por quebra de decoro parlamentar. Em setembro de 2015, o STF aceitara denúncia de corrupção contra Paulo Pereira da Silva, abrindo uma grave crise no partido Solidariedade.
Chico Alencar foi um dos parlamentares que articularam o pedido de cassação de Cunha. Por diversas vezes, chegou a pedir em plenário explicações ao peemedebista sobre a existência de contas bancárias na Suíça atribuídas a ele. O Conselho de Ética da Câmara dos Deputados decidiu por unanimidade, arquivar o pedido de abertura de processo de investigação sobre suposta quebra de decoro do líder do PSOL na Câmara, deputado Chico Alencar (RJ). O relator do caso, deputado Sandro Alex (PPS-PR), argumentou que não há justa causa na representação, apresentada pelo deputado Paulo Pereira da Silva (SD-SP), aliado do presidente da Casa, Eduardo Cunha (PMDB-RJ). Na representação, o parlamentar acusava Chico Alencar de ter usado recursos da Câmara para fins eleitorais por ter parte da sua campanha financiada por funcionários de seu gabinete e de ter apresentado notas frias por serviços prestados por empresa fantasma para ser ressarcido pela Câmara. Segundo Chico Alencar, “não era uma representação, era uma retaliação”, justificada, de acordo com ele, pela posição de oposição ao presidente da Câmara. Sem a presença da “tropa de choque” do presidente da Câmara, Eduardo Cunha (PMDB-RJ), adversário de Alencar, o parecer preliminar do relator, Sandro Alex (PPS-PR), foi aprovado por um placar de 16 votos a favor e nenhum contra, devendo o processo ser arquivado caso não haja nenhum recurso ao plenário da Câmara.
Em nota divulgada à imprensa, o Diretório Nacional do PSOL contestou as acusações contra Alencar afirmando que, no caso da suspeita das notas frias, o Ministério Público arquivou o procedimento por não ter encontrado indício contra o deputado. Sobre as contas de campanha de Alencar, ressalta que foram aprovadas pela Justiça Eleitoral. O PSOL diz ainda que a representação contra Alencar “baseia-se em denúncias falsas” e tem o objetivo de intimidar a ele e ao partido "na luta contra Eduardo Cunha". "É sabido que Paulinho da Força e seu partido compõem a base de sustentação do presidente da Câmara dos Deputados e têm colaborado para impedir o andamento das investigações contra Cunha", diz a nota. A representação de Paulinho ocorreu um dia após a representação feita pelo PSOL e outros partidos contra Cunha ser devolvida pela Mesa Diretora ao Conselho de Ética para que tivesse início o processo contra o peemedebista.
Em sua representação, Paulinho acusou Chico Alencar de ter usado recursos da Câmara para fins eleitorais, por ter parte dos recursos de sua campanha doados por funcionários de seu gabinete e por ter apresentado notas frias por serviços prestados por empresa fantasma para ser ressarcido pela Câmara. Em nota divulgada à imprensa, o Diretório Nacional do PSOL contestou as acusações contra Alencar afirmando que, no caso da suspeita das notas frias, o Ministério Público arquivou o procedimento por não ter encontrado indício contra o deputado. Sobre as contas de campanha de Alencar, o PSOL ressaltou que foram aprovadas pela Justiça Eleitoral e que a representação contra Alencar "baseia-se em denúncias falsas", com o objetivo de intimidar a ele e ao partido "na luta contra Eduardo Cunha". "É sabido que Paulinho da Força e seu partido compõem a base de sustentação do presidente da Câmara dos Deputados e têm colaborado para impedir o andamento das investigações contra Cunha", diz a nota.
Após a aprovação do arquivamento, Chico Alencar criticou mais uma vez a representação e afirmou que agora volta "à normalidade do mandato" e declarou: "A gente não quer politicalha nem politicagem. A gente quer a política com 'P' maiúsculo".

## Prêmios como parlamentar
Em 2009, ficou em primeiro lugar no Prêmio Congresso em Foco, como melhor parlamentar, segundo votação de 176 jornalistas.
| Prêmio            | Categoria                       | Resultado                 | Vencedor      |
| ----------------- | ------------------------------- | ------------------------- | ------------- |
| Congresso em Foco | Melhor deputado do país em 2009 | Venceu                    | Chico Alencar |
| Congresso em Foco | Melhor deputado do país em 2010 | Venceu *                  | Chico Alencar |
| Congresso em Foco | Melhor deputado do país em 2012 | Venceu                    | Chico Alencar |
| Congresso em Foco | Melhor deputado do país em 2013 | Venceu                    | Chico Alencar |
| Congresso em Foco | Melhor deputado do país em 2014 | Venceu[carece de fontes?] | Chico Alencar |
| Congresso em Foco | Melhor deputado do país em 2015 | Segundo colocado          | Jean Wyllys   |

```
* Em 2010, os votos foram escolhidos por internautas
```

## Publicações
É autor,  coautor ou organizador de, pelo menos, 32 títulos, didáticos ou paradidáticos na área de História. O livro História da Sociedade Brasileira, do qual é coautor (com Lucia Carpi e Marcus Venicio Ribeiro), é adotado como livro-texto de História do Brasil em diversas escolas brasileiras,  desde o início dos anos 1990.  Também é coautor de "Brasil Vivo" (com Marcus Venicio Ribeiro e Claudius), "BR-500" e "Educar na Esperança em Tempos de Desencanto" (com Pablo Gentili). Escreveu também livros infanto-juvenis, como "A semente do Nicolau".
Em abril de 2017, a Ilustre Editora lançou a biografia “Chico Alencar − caminhos de um aprendiz” (428 páginas), escrita por Pedro de Luna e Marcelo Movschowitz. O livro foi viabilizado através de uma campanha de financiamento coletivo, impulsionada por 394 pessoas, que adquiriram de forma antecipada 562 exemplares.

### Títulos publicados
- História da Sociedade Brasileira (com Marcus Venício Ribeiro e Lúcia Capri - Editora Ao Livro Técnico)
- Brasil Vivo I e II (com Marcus Venício Ribeiro e Claudius - Editora Vozes)
- Coleção Viramundo (Editora Moderna) : Passarinhos e Gaviões, Pascoalzinho Pé no Chão, Trapezunga, Cara ou Coroa, A Semente do Nicolau, Piracema, Jogo dos Bichos, Miltopéia
- Coleção Histórias da Fé (Editora Moderna) : Passos de Cruz e Luz, O Milagre da Alegria, O Jardim de Suzana, Jonas, Sansão
- Sinal Aberto (Editora Palavra Mágica)
- Miltopéia (com Herbert de Souza; Editora Moderna)
- 1994: Ideias para uma alternativa de esquerda (colaborador - Editora Moderna)
- Identidade Nacional em debate (colaborador - Editora Moderna)
- Manifesto Comunista Comentado (Editora Garamond)
- Direitos Mais Humanos (organizador; Editora Garamond)
- Educação em debate (colaborador; Editora Moderna)
- BR-500 - um guia para a redescoberta do Brasil (Editora Vozes)
- Poemas da Fé (com Eraldo Maia; Editora Ao Livro Técnico)
- Cântico das Criaturas (Editora Vozes)
- Noé, a nova geração (Editora Salesiana)
- Os caminhos da felicidade (Editora Salesiana)
- Iluminação ou alucinação (Editora Salesiana)
- A terra de Rute (Editora Salesiana)
- Viver em Comunhão (Editora Salesiana)
- Amor, a lei maior (Editora Salesiana)
- Educar na esperança em tempos de desencanto (com Pablo Gentili; Editora Vozes)
- Orações do Coração (Editora vozes)
- A rua, a nação e o sonho - uma reflexão para as novas gerações (Editora Mar de ideias)
- Nossos sonhos cabem na política? (Fundação Lauro Campos e Marielle Franco, Editora Lince Campinas)
- Somos seres em extinção? (Fundação Lauro Campos e Marielle Franco, Editora Lince Campinas)
- A nossa educação educa? (Fundação Lauro Campos e Marielle Franco, Editora Lince Campinas)
- Independência e vida! (Fundação Lauro Campos e Marielle Franco)